# Estación de Hospital General
Hospital General es una estación de ferrocarril suburbano de la línea S1 de la línea Barcelona-Vallés de FGC situada al lado del Hospital General de Cataluña en San Cugat del Vallés. Dispone de servicios ferroviarios atendidos por Ferrocarriles de la Generalidad de Cataluña (FGC). La estación tuvo un tráfico de 637 009 usuarios en 2018.

## Situación ferroviaria
Se encuentra en el punto kilométrico 9,0 de la línea férrea de ancho internacional Las Planas-Tarrasa, a 121 metros de altitud. El tramo es de vía doble y está electrificado.

## Historia
Inicialmente, las obras de construcción de la línea corrieron a cargo de la Compañía de los Ferrocarriles de Cataluña (FCC), constituida por Frederick Stark Pearson, que en 1912 había integrado a su predecesora, la Compañía del Ferrocarril Sarriá a Barcelona (FSB). Ésta a su vez adquirió a la que dio origen a la línea del Vallés, la Compañía del Ferrocarril de Barcelona a Sarriá (FBS), debido a la acumulación de deudas de esta última, en 1874.
En 1936, con el estallido de la Guerra Civil, la línea pasó a manos de colectivizaciones de obreros que se hicieron cargo de la infraestructura y la gestión de la línea. En 1939 fueron devueltas a sus propietarios antes de las colectivizaciones.
Cabe destacar que en 1941, con la nacionalización del ferrocarril en España, FCC, FSB y sus infraestructuras no pasaron a ser gestionadas por RENFE, debido a que la línea no era de ancho ibérico.
La Compañía del Ferrocarril de Sarriá a Barcelona (FSB), a partir de la década de 1970, empezó a sufrir problemas financieros debido a la inflación, el aumento de los gastos de explotación y tarifas obligadas sin ninguna compensación. En 1977 después de pedir subvenciones a diferentes instituciones, solicitó el rescate de la concesión de las líneas urbanas pero el Ayuntamiento de Barcelona denegó la petición y el 23 de mayo de 1977 se anunció la clausura de la red a partir del 20 de junio. El Gobierno evitó el cierre de la red de FSB otorgando por Real decreto la explotación y las líneas a Ferrocarriles de Vía Estrecha (FEVE) el 17 de junio de 1977, de forma provisional, mientras el Ministerio de Obras Públicas del Gobierno de España, la Diputación de Barcelona, la Corporación Metropolitana de Barcelona y la Ayuntamiento de Barcelona estudiaban el régimen de explotación de esta red. Debido a la indefinición se produjo una degradación del material e instalaciones, que en algún momento determinaron la paralización de la explotación.
Con la instauración de la Generalidad de Cataluña, el Gobierno de España traspasó a la Generalidad la gestión de las líneas explotadas por FEVE en Cataluña, gestionando así los Ferrocarriles de Cataluña a través del Departamento de Política Territorial y Obras Públicas (DPTOP) hasta que se creó en 1979 la empresa Ferrocarriles de la Generalidad de Cataluña (FGC), la cual integraba el 7 de noviembre de 1979 a su red estos ferrocarriles con la denominación Línea Cataluña y Sarriá.
La estación no fue inaugurada hasta 1985, prestando servicio hasta 1986 por vía única (la descendiente), momento en el que finalizaron las obras de desdoblamiento de la vía entre San Cugat Centro y Rubí. Sin embargo, el tren llevaba pasando por la zona desde 1918, aunque la estación no se construyó hasta muchos años después para dar servicio al nuevo Hospital General de Cataluña, situado justo al lado de la vía.

## La estación
La estación cuenta con un edificio y las dos vías generales, con andenes laterales de 125 metros de longitud parcialmente cubiertos por marquesinas metálicas, aunque sí las cubren totalmente en anchura. El edificio de pasajeros se encuentra a la izquierda de las vías frente a la vía 2 (sentido Barcelona), y es de una sola planta, con entrada desde la zona hospitalaria. Su interior cuenta con máquinas expendedoras de billetes y barreras de control de accesos, entre otras instalaciones. Hay un grupo más de barreras de control fuera del edificio de pasajeros, bajo el dosel, con el fin de absorber un mayor flujo de viajeros. Los dos andenes de la estación se comunican a través de un pasaje inferior que cuenta con escaleras fijas y, desde su origen, ascensores para atender en el hospital. Existe un segundo acceso directo a la plataforma de la vía 1 (sentido Tarrasa), con barreras tarifarias de control de acceso y máquinas expendedoras de billetes. Este acceso se abrió unos años más tarde para tener un acceso más directo a la zona del centro comercial y a las viviendas y urbanizaciones de ese lado de las vías.

## Tarifa plana
Esta estación está dentro de la tarifa plana del área metropolitana de Barcelona, cualquier trayecto entre dos de los municipios de la área metropolitana de Barcelona se contará como zona 1.

## Servicios ferroviarios
El horario de la estación se puede descargar del siguiente enlace. El plano de las líneas del Vallés en este enlace. El plano integrado de la red ferroviaria de Barcelona puede descargarse en este enlace.
| << cabecera                   | < estación | línea | estación > | cabecera >>             |
| ----------------------------- | ---------- | ----- | ---------- | ----------------------- |
| Línea Barcelona-Vallés de FGC |            |       |            |                         |
| Barcelona-Plaza de Cataluña   | Mira-sol   |       | Rubí       | Tarrasa-Naciones Unidas |